# Erik Chisholm
Erik William Chisholm (Glasgow, 4 januari 1904 - Kaapstad,  8 juni 1965) was een componist, dirigent en pianist van Schotse komaf. Hij staat bekend als "Scotland's forgotten composer". De reden van onbekendheid moet gezocht worden in het feit dat hij de gehele wereld overtrok. Hij verwerkte veel Schotse muziek in zijn composities, een overeenkomst met Béla Bartók, die Hongaarse volksmuziek in zijn composities verwerkte.
Geboren in Glasgow uit het huwelijk tussen John Chrisholm en Elizabeth McGeachy Macleod kreeg hij al op vroege leeftijd te maken met een matige gezondheid. Op 13-jarige leeftijd verliet hij school, maar toen al werden zijn (kleine) composities gewaardeerd en uitgegeven. Hij nam pianolessen aan de Royal Scottish Academy of Music and Drama en studeerde orgel in de Kathedraal van Glasgow. Na enige lessen bij Leff Pouishnoff vertrok Chisholm naar Canada, Nova Scotia, New Glasgow. En werd daar organist en koorleider in de Westminster Presbyterian Church.  
Een jaar later was Chisholm weer terug in Glasgow om organist te worden in de Barony Kerk en om privé-lessen te geven. Hij mocht echter, vanwege het ontbreken van een schooldiploma, niet aan de universiteit. Door steun van zijn toekomstige vrouw Diana Brodie en haar muzikale vrienden kreeg hij uiteindelijk een vrijstelling om in 1928 te beginnen aan de studie muziek aan de Universiteit van Edinburgh en nog wel onder Donald Tovey en studeerde daar in 1934 af. Ondertussen had hij al andere taken op zich genomen: stichter van de Vereniging voor Schotse balletten, een vereniging voor de propaganda van hedendaagse muziek en recensent voor twee bladen: Glasgow Weekly Herald en Scottish Daily Express. In 1930 werd hij dirigent bij de Glasgow Grand Opera.
In de jaren dertig kwam zijn Schotse achtergrond naar voren door de titels die hij aan zijn werken gaf: Pibroch Pianoconcert (1930); Straloch, suite voor orkest (1933) en de sonate An Riobhan Dearg (1939). In 1933 was hij de solist in zijn eigen pianoconcert nr. 1, de première vond plaats in Amsterdam. Met zijn Glasgow Grand Opera verzorgde hij onder meer Britse premières van Idomeneo van Mozart (1934); Les Troyens van Hector Berlioz (1935) en Béatrice et Bénédict (Berlioz) in 1936. Tevens was hij betrokken bij talloze organisaties op muziekgebied waaronder muzikaal directeur bij Celtic Ballett van Margaret Morris, waarvoor hij ook balletten componeerde (bijvoorbeeld: The Forsaken Mermaid).
Vanwege zijn zwakke gezondheid (ogen en verbogen arm) kon hij niet in dienst gedurende de Tweede Wereldoorlog, maar gaf wel uitvoeringen voor de troepen. Zo kwam hij terecht in Italië, en Zuidoost-Azië (1943-1945). Gedurende die tijd vond hij tijd op een multicultureel orkest op te richten in India en het Symfonieorkest van Singapore op te richten. Ondertussen trouwde hij zijn tweede vrouw, Lillias; dochter van componist Francis George Scott. In 1946 kwam hij terecht in Zuid-Afrika en kreeg een aanstelling als professor muziek aan de Universiteit van Kaapstad, en het South African College of Music.

## Zuid-Afrika
Hij modelleerde het South African College of Music naar de Universiteit van Edinburgh, formeerde een nieuwe staf, breidde het aantal cursussen uit etc.  Daarnaast stichtte hij opnieuw een aantal verenigingen op muziekgebied waaronder een operavereniging en een faculteit opera aan de universiteit.  Die operavereniging werd bekend in wijde omstreken (Zambia) en men maakte tournees door het Verenigd Koninkrijk waarbij ook Béla Bartóks Hertog Blauwbaards burcht werd uitgevoerd; ook een eigen opera The Inland Woman beleefde toen haar première. Al snel volgden ook eerste uitvoeringen van zijn pianoconcert nr. 2 (“de Hindoestanen”) en een operatrilogie Murder in Three Keys.
Chisholm kwam in aanraking met de Zuid/Afrikaanse politie toen hij als afvallige de Apartheid afwees. Hij werd beschouwd als "links", terwijl Chisholm eigenlijk nauwelijks met politiek bezig was. Bij een uitvoering van Passacaglia van Ronald Stevenson werd er in het programmaoverzicht een citaat van Lenin geplaatst: vrede, brood en land en een tekst over het opkomend Afrikaans gevoel. Dit was tegen het zere been van de autoriteiten en Chisholms studeerkamer werd overhoop gehaald. Dat hij ooit eens in Rusland was geweest (de première van zijn 2e pianoconcert) en een aldaar een boek had uitgegeven maakte hem extra verdacht. Men vond niets. Gedurende zijn verblijf in Zuid-Afrika leidde hij Stefans Grové en Desirée Talbot op.

## Muziek
In zijn muziek kwam zijn Schotse achtergrond steeds naar voren, daarbij was zijn grote liefhebberij opera; hij componeerde uiteindelijk zelf 12 opera's. Hij combineerde de oude en nieuwe muziektechnieken en werd door Arnold Bax de meest vooruitstrevende Schotse componist genoemd. Hij componeerde in totaal meer dan 100 werken, maar daarvan zijn er slechts 17 uitgegeven; hij componeerde in allerlei genres van symfonieën (2), concerto's (7), opera's (12), balletten, etc.
Zie voor een complete lijst de Engelstalige Wikipedia.
In 1965 overleed Chisholm aan de gevolgen van een hartinfarct. Hij is niet helemaal vergeten want er volgt binnenkort een biografie over hem geschreven door John Purser en er vinden de laatste tijd opnamen van zijn muziek plaats; de platenlabels zijn (zeker binnen de klassieke muziek) op zoek naar nog onbekend repertoire.  